# Stradivari Jupiter
Lo Stradivari Jupiter è un antico violino costruito nel 1700 dal famoso liutaio italiano Antonio Stradivari (1644–1737) di Cremona. È uno dei circa 700 strumenti Stradivari esistenti al mondo.

## Storia
Lo Jupiter fu un tempo posseduto e suonato dal violinista virtuoso Giovanni Battista Viotti.
Lo Stradivari Jupiter è attualmente posseduto e suonato da Arnold Belnick, che lo ha recentemente mostrato e suonato in un convegno della Southern California Violin Makers Association. È uno strumento utilizzato come modello da molti liutai. La tavola armonica presenta una venatura fine e conserva gran parte della vernice originale. Mr. Darnton, istruttore del corso, ha dichiarato che il manico è stato sostituito 5 volte e che la sua curvatura risulta più piccola del consueto. La giunzione al riccio originale è quasi impercettibile. La parte superiore del riccio appare più stretta di quella dello Stradivari Gibson, ma la differenza di misurazione è probabilmente trascurabile. La parte posteriore del riccio è consumata dall'attrito con la custodia durante il trasporto, a dimostrazione che questo è stato un violino utilizzato lungo tutti i suoi 310 anni di vita.